# Phlegmariurus tenuicaulis
Phlegmariurus tenuicaulis är en lummerväxtart som först beskrevs av Underw.och F.E.Lloyd, och fick sitt nu gällande namn av B. Øllg. Phlegmariurus tenuicaulis ingår i släktet Phlegmariurus och familjen lummerväxter. Inga underarter finns listade i Catalogue of Life.